# Ituero (Soria)
Ituero es una localidad de la provincia de Soria,
partido judicial de Soria, Comunidad Autónoma de Castilla y León, España. Pueblo de la Comarca de Soria. Pertenece al municipio de  Cubo de la Solana. Localidad por la que discurre el río Duero.

## Geografía humana

### Demografía
| Gráfica de evolución demográfica de Ituero entre 1842 y 1960 |
| |
| Población de derecho según los censos de población del INE Población de hecho según los censos de población del INEEntre el censo de 1970 y el anterior, este municipio desaparece porque se integra en el municipio 42071 (Cubo de la Solana) |

## Patrimonio
Iglesia parroquial de San Pedro.

### Población por núcleos
| Núcleos            | Habitantes (2000) | Habitantes (2010) | Notas                              |
| ------------------ | ----------------- | ----------------- | ---------------------------------- |
| Cubo de la Solana  | 70                | 59                |                                    |
| Almarail           | 38                | 30                |                                    |
| Ituero             | 49                | 40                |                                    |
| Lubia              | 69                | 65                |                                    |
| Rabanera del Campo | 20                | 16                |                                    |
| Riotuerto          | 4                 | 0                 | Pedanía despoblada en el siglo XXI |